# Katolska kyrkan i Tabriz

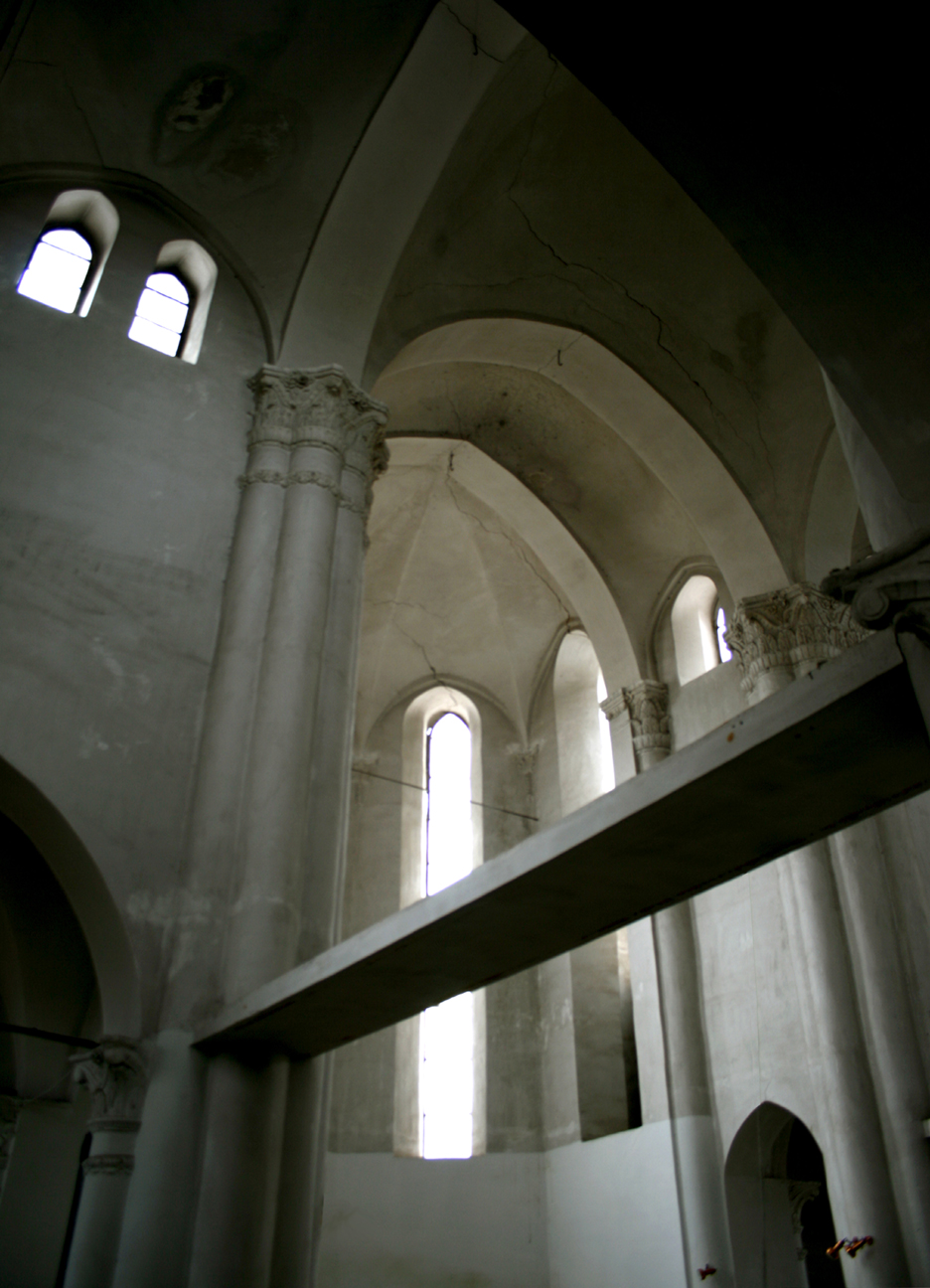
Interiör av katolska kyrkan Tabriz

Katolska kyrkan i Tabriz  är byggd 1912 och tillhör den romersk-katolska kyrkan i Iran. Den ligger vid Mearmear i Tabriz. Kyrkan är byggd med en tegelfasad och 30 meter hög.